# سباستین مانستروم
سباستین مانستروم (فنلاندی: Sebastian Mannström؛ زادهٔ ۲۹ اکتبر ۱۹۸۸) بازیکن فوتبال اهل فنلاند است.
از باشگاه‌هایی که در آن بازی کرده‌است می‌توان به باشگاه فوتبال هلسینکی، باشگاه فوتبال اینتر تورکو، و باشگاه فوتبال یارو اشاره کرد.
وی همچنین در تیم‌های ملی فوتبال زیر ۲۱ سال فنلاند، و فنلاند بازی کرده‌است.